# Tabasco
För andra betydelser, se Tabasco (olika betydelser).
Tabasco är en delstat i sydöstra Mexiko och ligger strax sydväst om Yucatánhalvön. Geografiskt utgör området norra halvan av Tehuantepecnäset.
Ursprunget till namnet Tabasco är inte definitivt känt. Det finns flera teorier som diskuteras bland lingvister. Namnet förekommer i krönikor av Bernal Díaz del Castillo under erövringstiden, som nämner en flod uppkallad efter den lokala härskaren Tabscoob. En möjlig teori säger att det är från Nahuatl med två möjliga härledningar: en som betyder plats som har en herre och den andra plats där marken är fuktig. Statssigillet är det som 1598 gavs till staden Villahermosa, som då kallades San Juan Bautista av Filip II av Spanien. Detta är en av de äldsta vapensköldarna i Amerika.

## Geografi
Delstaten gränsar till delstaterna Campeche i nordost, Chiapas i syd och Veracruz i väst. I öster finns landgräns mot Guatemalas department Petén och i norr svallar Mexikanska golfen.
Tabasco har 2 029 035 invånare (2007) på en yta av 25 267 km². Administrativ huvudort och största stad är Villahermosa. En annan stor stad är Cárdenas.

## Historia under den förcolumbianska perioden
Olmekerna dominerade stora delar av delstaten Tabasco för 3 000 år sedan. Kulturen nådde en höjdpunkt omkring 800 f.Kr. Olmerkerna var den äldsta mesoamerikanska högkulturen, som dominerade det som nu är delstaterna Mexiko, Guerrero, Oaxaca, Veracruz och Tabasco samt delar av Centralamerika, och anses vara grundkulturen för hela Mesoamerika.  Olmekernas viktigaste centrum i Tabasco är La Venta. Området i La Venta täcker ett område på 5,3 kvadratkilometer omgivet av träskmarker i Tonaláflodens avrinningsområde, 15 kilometer från Mexikanska golfen. Omkring 300 e.Kr. började mayafolket dominera en del av delstaten. Mayaplatser inkluderar Comalcalco, Pomoná, El Tortuguero och Jonuta. Mayafolket i Tabasco nådde sin höjdpunkt på 500- och 600-talet e.Kr.

## Arkeologi

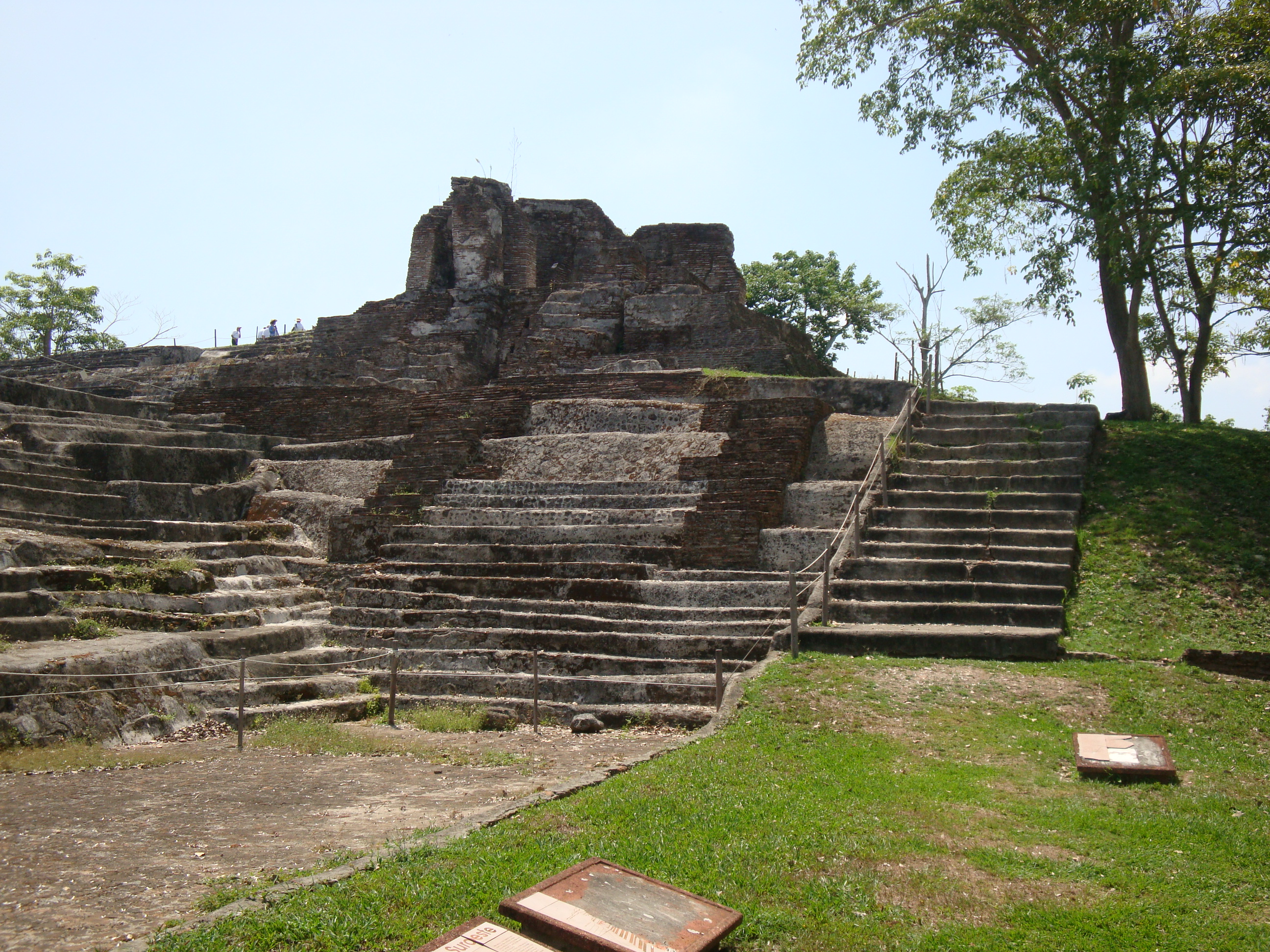
Temple IV i Comalcalco

La Venta var det viktigaste religiösa centret för olmekernas civilisationen, den första stora kulturen i Mesoamerika. Platsen visar upp ett antal av de mest karakteristiska dragen i olmekkulturen, bland annat avbildningar av jaguarer, kolossala huvuden och bilder av figurer av rundlagda barn. Platsen går tillbaka till cirka 1000 f.Kr. och minskade i betydelse omkring 400 e.Kr., ersatt i betydelse av San Lorenzo.  Museet som är förknippat med La Venta ligger i Villahermosa och heter Parque Museo de la Venta. Det innehåller trettiotre större verk från platsen och innehåller utställningar om olmekernas seder, styrelse, astronomi och skriftspråk.  Denna park skapades på 1950-talet av författaren Carlos Pellicer för att skydda de viktigaste delarna av den arkeologiska platsen. Det finns också utställningar om områdets flora och fauna. 
Comalcalco är en arkeologisk plats för mayafolket nära den moderna staden med samma namn, på stranden av floden Mezzalapa. Även om det inte är den enda mayastaden vars monumentala arkitektur är av adobetegel istället för sten, är det den enda som har genomgått omfattande rekonstruktion och är öppen för allmänheten. Mayafolket använde adobe på grund av bristen på sten att bygga med i området. De byggde med lera och kalk som utvanns från snäckor. Mayastaden utvecklades mellan 800 och 1100 e.Kr., samtidigt med Palenque och Yaxchilan. Namnet på platsen kommer från Nahuatl-språket och betyder plats för komaler (en slags kokpanna), men stadens mayanamn var Hoi Chan, som betyder "molnig himmel". Området omfattar 577 hektar och har totalt 282 byggnader. De viktigaste monumenten är La Plaza Norte, La Gran Akropolis och Östra Akropolis.
Pomoná är en plats använd av mayafolket. Platsen upptäcktes 1959. Staden grundades under den klassiska perioden, och nådde sin höjdpunkt i den sena klassiska perioden och föll i den tidiga post klassiska perioden. Pomona ligger vid floden Usumacinta, vilket gav staden en viktig roll i den tidens politiska och ekonomiska förbindelser. Många produkter från havet transporterades förbi staden på sin väg till Peten. Dess ursprungliga namn på mayaspråket är inte känt och den är för närvarande uppkallad efter en närliggande modern bosättning. I denna finns sex viktiga grupper av byggnader med bostadsområden som sträcker sig över 175 hektar.
De viktigaste torgen i mayastaden med sina ceremoniella strukturer liknar de som finns i Tikal och tornen i Río Bec. Det finns sju huvudstrukturer omgivna av många mindre. Många av stelarna från platsen finns på José Gómez Panaco-museet i den närliggande staden Balancán. År 2020 upptäcktes det största och äldsta mayatemplet som hittills upptäckts med hjälp av lidar (markradar) på Aguada Fénix-platsen i Tabasco 

## Galleri

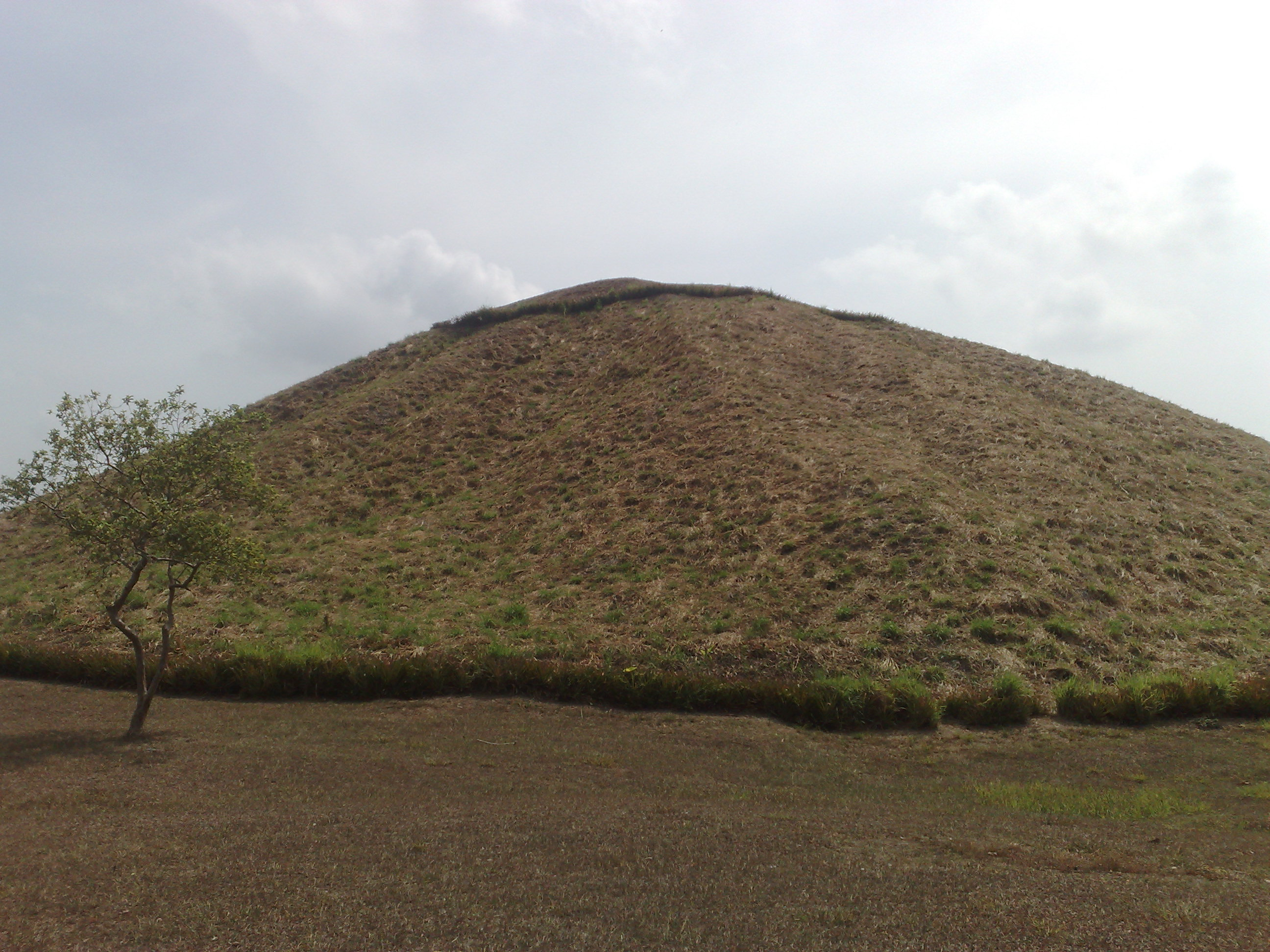
La Venta
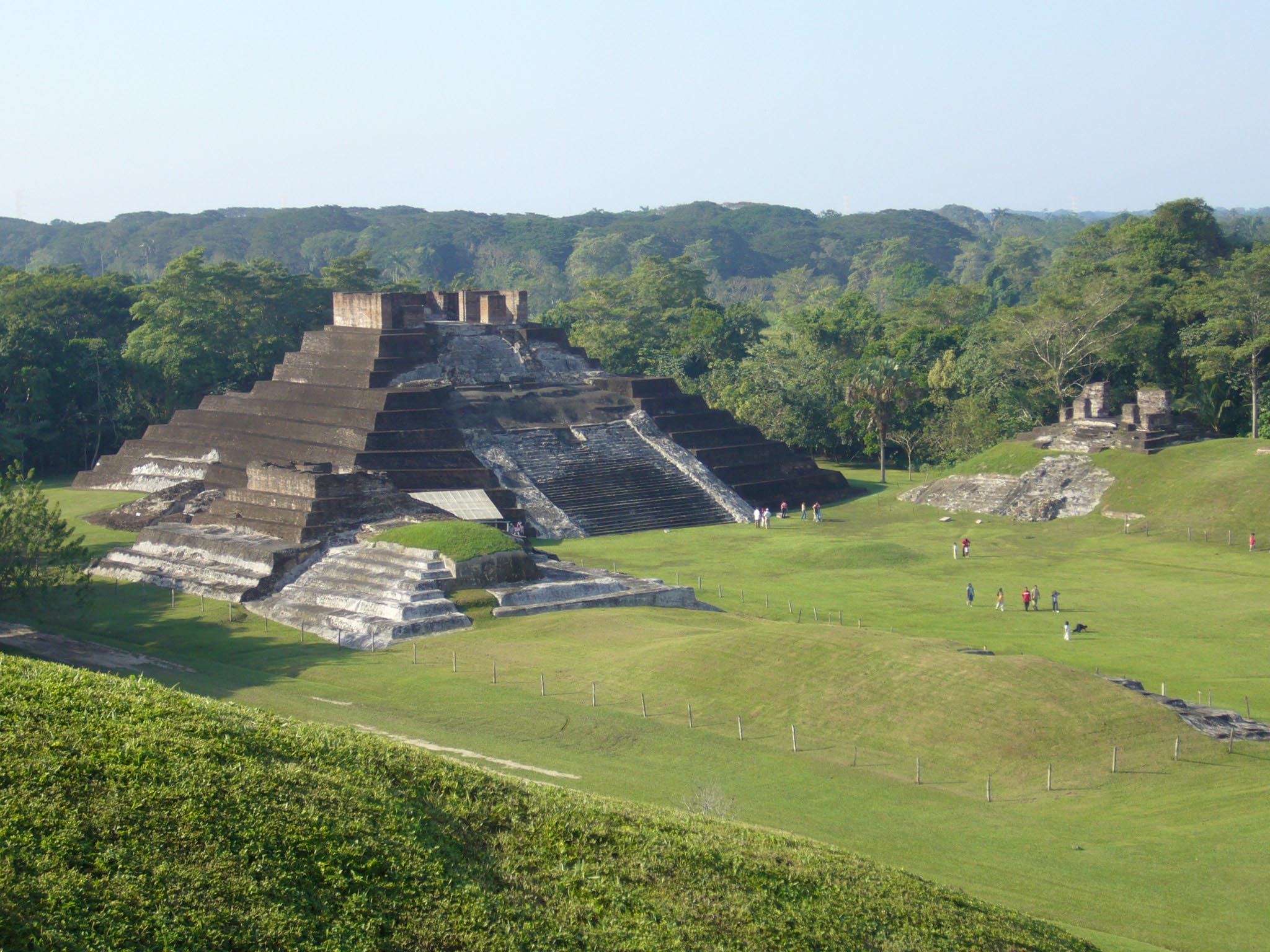
Comalcalco
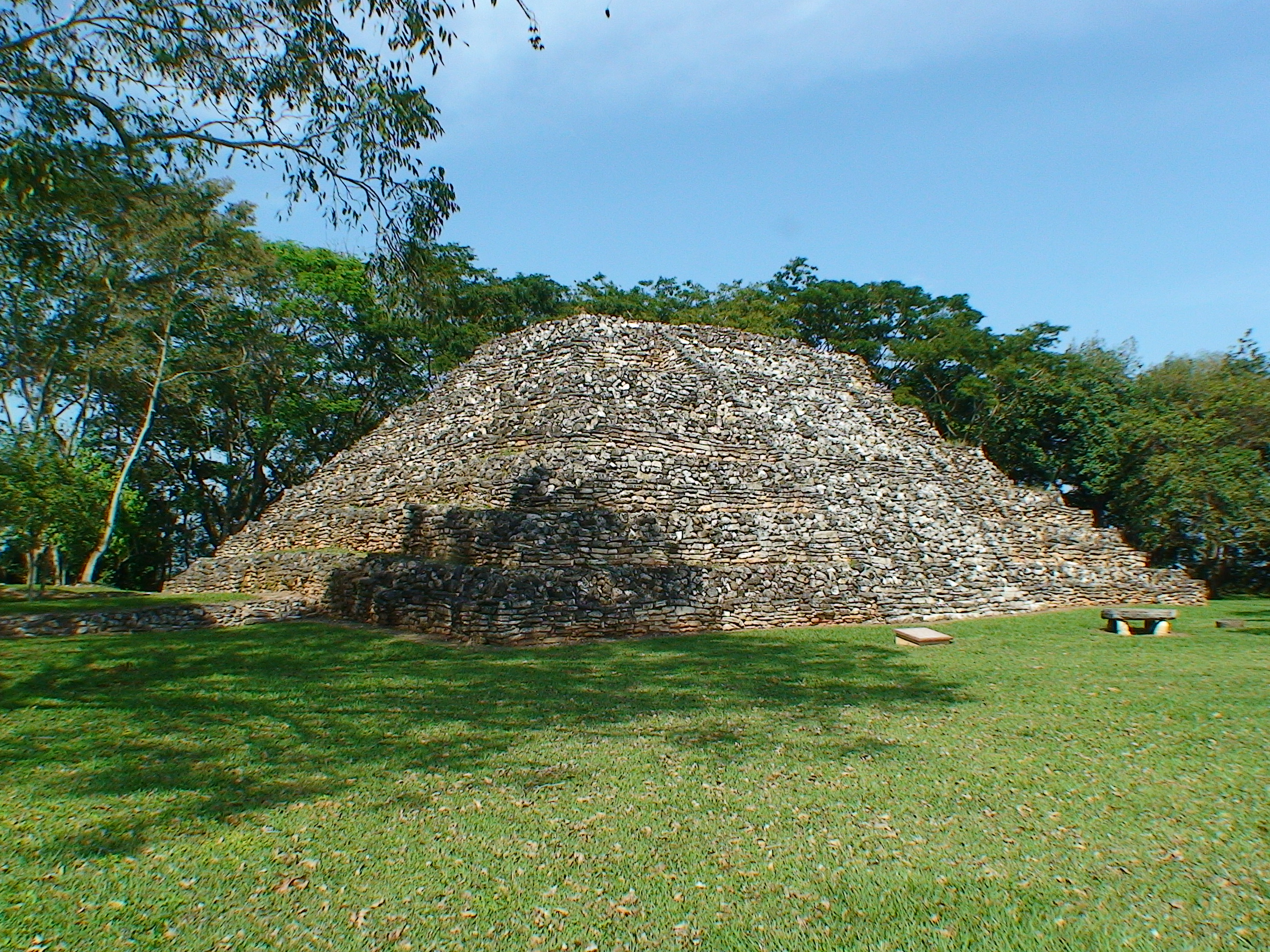
Pomoná
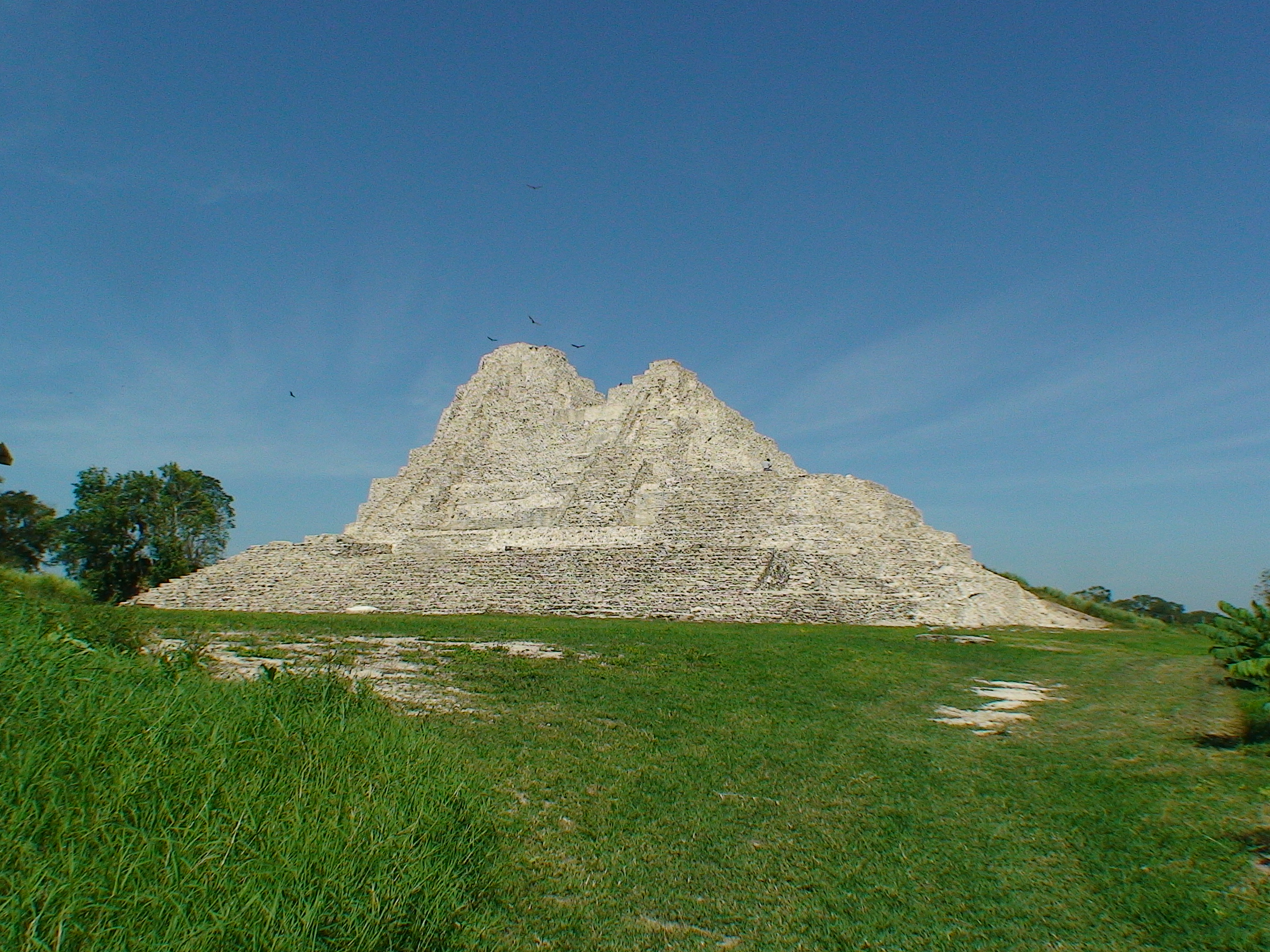
Moral-Reforma